# Darko Panczew
Darko Panczew (mac. Дарко Панчев, ur. 7 września 1965 w Skopju) – macedoński piłkarz grający na pozycji napastnika.

## Kariera klubowa
Panczew urodził się w Skopju, a karierę piłkarską rozpoczął w tamtejszym klubie Wardar Skopje. W sezonie 1982/1983 zadebiutował w jego barwach w pierwszej lidze, a już w sezonie 1983/1984 stał się podstawowym zawodnikiem tego zespołu i z 19 golami został królem strzelców ligi. Miał wówczas 18 lat i 9 miesięcy i stał się najmłodszym piłkarzem w kraju, który został najlepszym strzelcem ligi. Przez kolejne lata był najlepszym strzelcem zespołu, a w 1987 roku wywalczył z Wardarem pierwsze i jedyne dla tego klubu mistrzostwo Jugosławii. Łącznie przez 6 sezonów strzelił dla Wardaru 132 gole i jest najlepszym strzelcem w historii tej drużyny.
W 1988 roku Panczew zmienił barwy klubowe i został zawodnikiem Crvenej zvezdy Belgrad. Odbył jednak służbę wojskową i w lidze zaczął grać dopiero w sezonie 1989/1990. Zdobywając 25 goli przyczynił się do wywalczenia przez „Czerwoną Gwiazdę” tytułu mistrza Jugosławii. Po raz drugi w karierze został królem strzelców. Oba sukcesy powtórzył rok później. Dzięki swoim 34 zdobytym golom otrzymał nagrodę Złotego Buta dla najlepszego strzelca lig europejskich. Wiosną 1991 dotarł ze Crveną Zvezdą do finału Pucharu Mistrzów, w którym Jugosłowianie zmierzyli się z francuskim Olympique Marsylia. W serii rzutów karnych decydujący strzał oddał Darko i to Crvena Zvezda zdobyła puchar. W sezonie 1991/1992 strzelił 25 goli, ponownie najwięcej w lidze, a klub z Belgradu po raz 19. w swojej historii został mistrzem kraju. Ogółem przez 3 lata Darko zdobył dla tego klubu 84 gole w 91 rozegranych spotkaniach.
W 1992 roku Panczew przeszedł ze Crvenej zvezdy do włoskiego Interu Mediolan, prowadzonego wówczas przez trenera Luisa Suáreza. W Interze jednak nie osiągnął nigdy takiej formy, jaką prezentował w Jugosławii. W sezonie 1992/1993 rozegrał zaledwie 12 spotkań w Serie A i zdobył jednego gola (w zremisowanym 2:2 meczu z Udinese Calcio), a Inter wywalczył wicemistrzostwo kraju. Przegrywał rywalizację o miejsce w składzie z Rubenem Sosą, Salvatore Schillacim, a następnie także z Dennisem Bergkampem i w styczniu 1994 roku został wypożyczony do niemieckiego VfB Lipsk (w sezonie 1993/1994 nie rozegrał dla Interu żadnego spotkania). W Bundeslidze zadebiutował 12 lutego w przegranym 1:2 wyjazdowym spotkaniu z MSV Duisburg (zdobył gola w 50. minucie). Latem, po spadku Lipska do drugiej ligi, wrócił do Interu. Zdobył 2 gole w 7 spotkaniach, a w 1995 roku odszedł do Fortuny Düsseldorf, w której grał przez jeden sezon. Kolejnym i ostatnim klubem w karierze Darko był FC Sion, z którym w 1997 roku wygrał zarówno ligę szwajcarską, jak i zdobył Puchar Szwajcarii. Po tamtym sezonie zakończył piłkarską karierę w wieku 32 lat.
| Sezon   | Klub               | Kraj       | Rozgrywki             | Mecze | Bramki |
| ------- | ------------------ | ---------- | --------------------- | ----- | ------ |
| 1982/83 | Wardar Skopje      | Jugosławia | Prva liga Jugoslavije | 4     | 3      |
| 1983/84 | Wardar Skopje      | Jugosławia | Prva liga Jugoslavije | 31    | 19     |
| 1984/85 | Wardar Skopje      | Jugosławia | Prva liga Jugoslavije | 31    | 20     |
| 1985/86 | Wardar Skopje      | Jugosławia | Prva liga Jugoslavije | 26    | 12     |
| 1986/87 | Wardar Skopje      | Jugosławia | Prva liga Jugoslavije | 29    | 17     |
| 1987/88 | Wardar Skopje      | Jugosławia | Prva liga Jugoslavije | 30    | 13     |
| 1988/89 | FK Crvena zvezda   | Jugosławia | Prva liga Jugoslavije | 0     | 0      |
| 1989/90 | FK Crvena zvezda   | Jugosławia | Prva liga Jugoslavije | 32    | 25     |
| 1990/91 | FK Crvena zvezda   | Jugosławia | Prva liga Jugoslavije | 32    | 34     |
| 1991/92 | FK Crvena zvezda   | Jugosławia | Prva liga Jugoslavije | 27    | 25     |
| 1992/93 | Inter Mediolan     | Włochy     | Serie A               | 12    | 1      |
| 1993/94 | Inter Mediolan     | Włochy     | Serie A               | 0     | 0      |
| 1993/94 | VfB Lipsk          | Niemcy     | Bundesliga            | 10    | 2      |
| 1994/95 | Inter Mediolan     | Włochy     | Serie A               | 7     | 2      |
| 1995/96 | Fortuna Düsseldorf | Niemcy     | Bundesliga            | 14    | 2      |
| 1996/97 | FC Sion            | Szwajcaria | Nationalliga A        | 5     | 0      |

## Kariera reprezentacyjna
W reprezentacji Jugosławii Panczew zadebiutował 31 marca 1984 roku w wygranym 2:1 towarzyskim spotkaniu z Węgrami. W marcu 1987 strzelił pierwsze dwa gole w kadrze narodowej, która pokonała 4:0 Austrię. W 1990 roku został powołany przez selekcjonera Ivicę Osima do kadry na Mistrzostwa Świata we Włoszech. Tam wystąpił w trzech spotkaniach: wygranych 1:0 z Kolumbią, 4:1 ze Zjednoczonymi Emiratami Arabskimi, w którym zdobył 2 gole oraz w 1/8 finału z Hiszpanią, wygranym przez Jugosłowian 2:1. W kadrze Jugosławii grał do 1991 roku i rozegrał dla niej 27 meczów, w których strzelił 17 goli.
Po rozpadzie Jugosławii Panczew zaczął występować w reprezentacji Maceodnii i wystąpił w niej w pierwszym oficjalnym meczu, rozegranym 13 października 1993 w Kranju. Macedonia pokonała wówczas Słowenię 4:1, a Darko zdobył jedną z bramek. Do 1995 roku wystąpił 6 razy w barwach Macedonii i strzelił jednego gola.
W listopadzie 2003 roku z okazji 50. rocznicy utworzenia UEFA Panczew został wybrany najlepszym zawodnikiem w historii Macedonii.